# Dani Strömbäck
Dani Strömbäck är en finlandssvensk kompositör och musiker. Han kommer från Närpes i Österbotten.

## Filmmusik
- 2005 – Vinnare och förlorare